# کاخ صفی‌آباد
کاخ صفی‌آباد مربوط به دورهٔ صفوی است و در بهشهر، پایگاه نیروی هوایی واقع شده و این بنا در تاریخ ۱۵ دی ۱۳۱۰ با شمارهٔ ثبت ۵۸ به‌عنوان یکی از آثار ملی ایران به ثبت رسیده‌است.

## نگارخانه

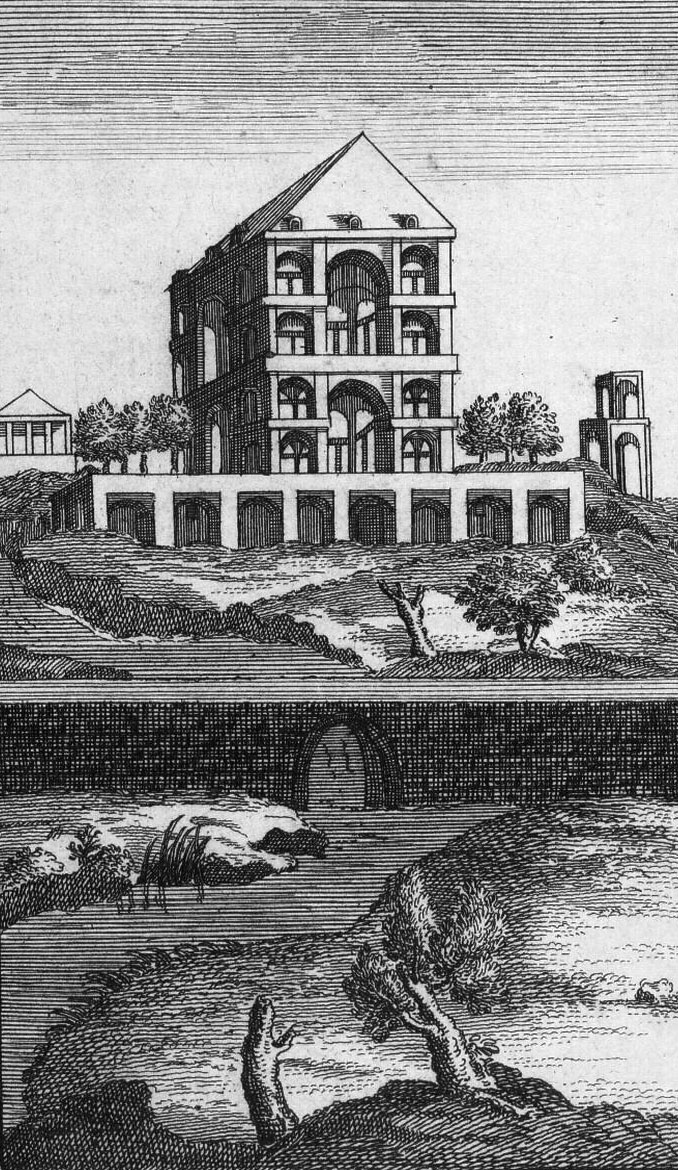
کاخ صفی‌آباد اثر ژان شاردن
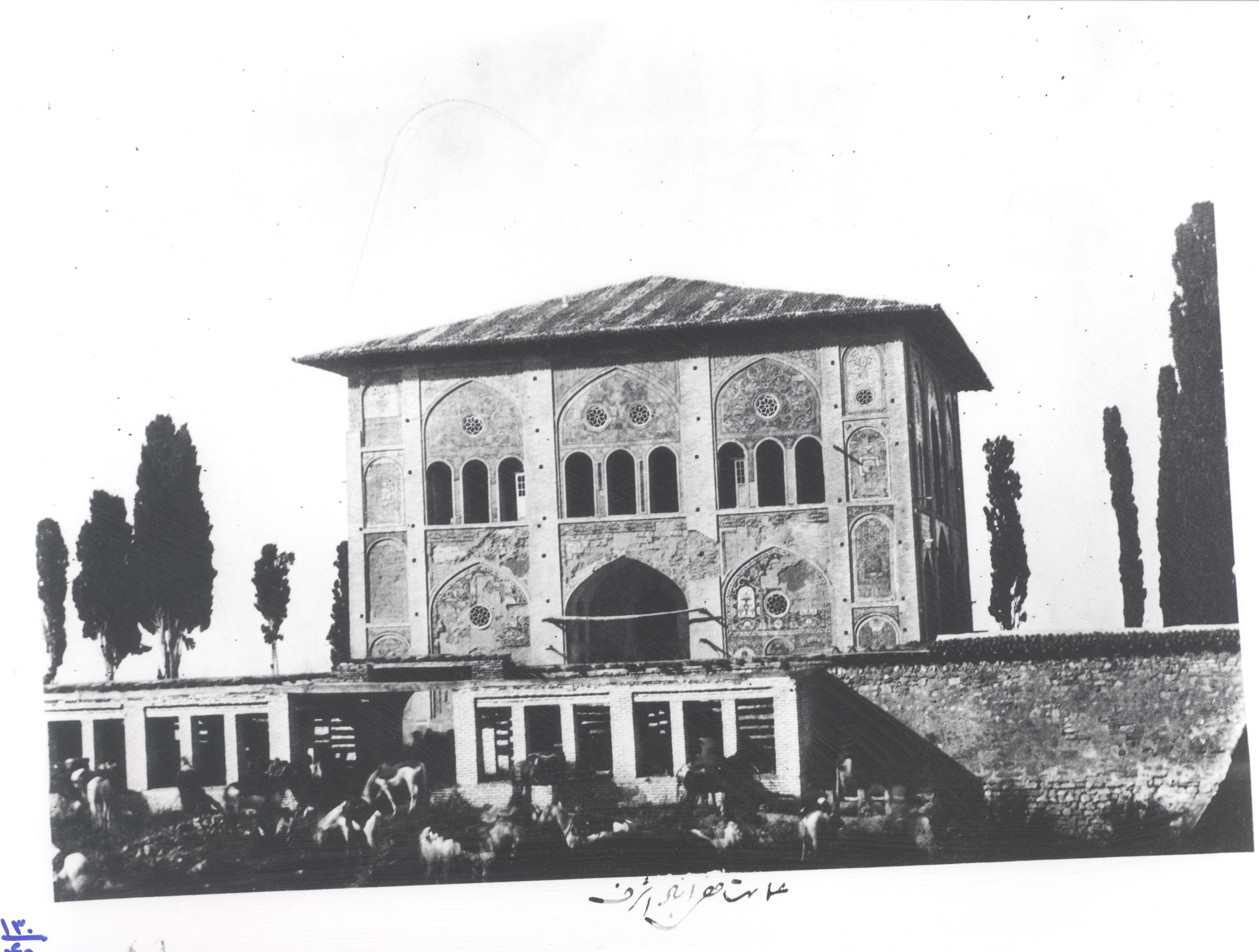
کاخ صفی‌آباد در سال ۱۲۵۴ خورشیدی
کاخ صفی‌آباد پیش از بازسازی در سال ۱۳۰۵
کاخ صفی‌آباد پس از بازسازی و تبدیل به بخش نظامی در دورهٔ پهلوی یکم